# روبرتو بريمير
روبرتو بريمير (بالإيطالية: Roberto Premier)‏ مواليد 1958، هو لاعب كرة سلة إيطالي سابق. مثّل منتخب بلاده. شارك في مسابقة كرة السلة في الألعاب الأولمبية الصيفية. لعب مع فريق أولمبيا ميلانو ثم فيرتوس روما. وفاز مع منتخب بلاه بالمركز الثاني في بطولة أمم أوروبا لكرة السلة سنة 1991.

## الميداليات
| الميدالية | المسابقة                         |
| --------- | -------------------------------- |
| برونزية   | بطولة أمم أوروبا لكرة السلة 1985 |
| فضية      | بطولة أمم أوروبا لكرة السلة 1991 |

## روابط خارجية
- روبرتو بريمير على موقع الاتحاد الدولي لكرة السلة (الإنجليزية)
- روبرتو بريمير على موقع ريلجم (الإنجليزية)
- روبرتو بريمير على موقع بروبوليرز (الإنجليزية)
- روبرتو بريمير على موقع سبورتس رفرنس (الإنجليزية)
- روبرتو بريمير على موقع اللجنة الأولمبية الدولية (الإنجليزية)
- روبرتو بريمير على موقع أوليمبيديا (الإنجليزية)